# Renault R35
De Renault R35 is een lichte Franse infanterietank uit de Tweede Wereldoorlog.
Het type is vanaf 1933 ontwikkeld en in 1936 in productie genomen. Het was bedoeld voor de uitrusting van autonome tankbataljons die het infanteriedivisies mogelijk moesten maken een offensieve taak uit te voeren bij het doorbreken van vijandelijke infanterieposities. Daarom was de R 35 voor zijn tijd goed bepantserd maar niet erg snel en had het kanon geen sterke uitwerking tegenover andere tanks. Bij het uitbreken van de oorlog werd de taak van de infanterieondersteuning minder belangrijk gevonden. Daarom kreeg een verbeterde versie uit 1940, de "R 40", een krachtiger kanon en werd besloten de productie achter te laten lopen bij die van andere Franse tanks. Door de snelle nederlaag van Frankrijk in juni 1940 bleef het type toch de destijds meest geproduceerde Franse tank met ongeveer 1685 stuks. De R 35 werd geëxporteerd naar Polen, Roemenië, Turkije en Joegoslavië. Voor de rest van de oorlog bleven de Duitsers en hun bondgenoten buitgemaakte voertuigen in uiteenlopende modificaties gebruiken.

## Ontwikkelingsgeschiedenis
In 1933 verzocht de Franse Infanterie, na een initiatief van de firma Hotchkiss voor de bouw van een lichte infanterietank, de hele Franse zware industrie met alternatieve voorstellen te komen. Maar liefst zestien andere fabrikanten deden een voorstel en werden uitgenodigd op staatskosten een prototype te vervaardigen. Een van hen was Louis Renault die vreesde van zijn plaats als Frankrijks leidende tankproducent te worden gestoten. Met de grootst mogelijke spoed werd een prototype in elkaar gezet. Om tijd te besparen werd de ophanging ervan gebaseerd op een model dat men al als vervanging voor dat van de AMR 33 aan het ontwikkelen was en dat later voor de AMR 35 gebruikt zou worden. De bouw ervan was al snel in zo'n vergevorderd stadium dat de verandering in specificaties van 21 juni 1934, toen de pantsering van dertig op veertig millimeter moest en het gewicht van zes naar negen ton gebracht mocht worden, niet meer kon worden verwerkt. Het project kreeg de fabriekscode Renault ZM. Het prototype werd door Renault zelf getest op 7 en 8 november 1934. Het werd op 20 december ter beproeving overgedragen aan de Commission de Vincennes, iets eerder dan het prototype van Hotchkiss.
Het materieel werd onderzocht van 8 tot 10 januari 1935. Het had een bij Schneider gegoten romp van gietstaal en een klein gegoten koepeltje van eigen ontwerp met twee lichte mitrailleuses. Het bereikte een maximumsnelheid van 18,94 km/u, wat als redelijk gezien werd. Daar tegenover stond dat het met 7150 kg toch te zwaar was (men beheerste het gietproces nog onvoldoende), dat er maar ruimte was voor 23 munitiemagazijnen in plaats van de gevraagde dertig en dat het rijbereik nog geen vijf uur bedroeg terwijl acht uur geëist was. Tussen 12 en 19 januari werd er een extra 860 kilogram aan simulatiegewichten aangebracht overeenkomend met een pantserdikte van 40 mm. Rijtesten tussen 21 en 30 januari toonden aan dat het onderstel deze extra belasting goed aankon. Hierna moest het voertuig weer terug om de sterkere pantsering in het echt te ontvangen. Op 24 maart werd de nieuwe romp toegezonden en tot 17 april beproefd. Tussen 18 en 25 april werd bij Renault de nieuwe APX-toren geïnstalleerd. Daarna volgden van 29 april tot 21 mei testen op de baan bij Mourmelon. Nadat het testexemplaar in totaal 2792 kilometer had afgelegd bleek de motor vrij zwaar versleten maar niet overmatig. De maximumsnelheid was gedaald naar 18,246 km/u. De commissie adviseerde de brandstofvoorraad te verhogen en de toegankelijkheid voor reparaties van het motorcompartiment te verbeteren.
Ondertussen was het project op 8 april voorgedragen aan de Conseil Consultatif, de Franse defensieraad, die de facto de belangrijkste beleidsbeslissingen nam. Net opzeggen van het Verdrag van Versailles door Hitler en het begin van de openlijke Duitse herbewapening was de raad op zoek was naar middelen om het leger zo snel mogelijk te versterken. De volgende dag al werd besloten de Char léger modèle 1935 R onverwijld in productie te nemen. Op 29 april plaatste men de eerste order van 300 stuks. Behalve Hotchkiss waren de drie andere concurrenten die echt een voertuig gemaakt hadden of net op tijd met het inleveren van een prototype voor de deadline van 9 april (Char Batignolles-Châtillon en FCM 36) of te laat (APX 35).

## Beschrijving

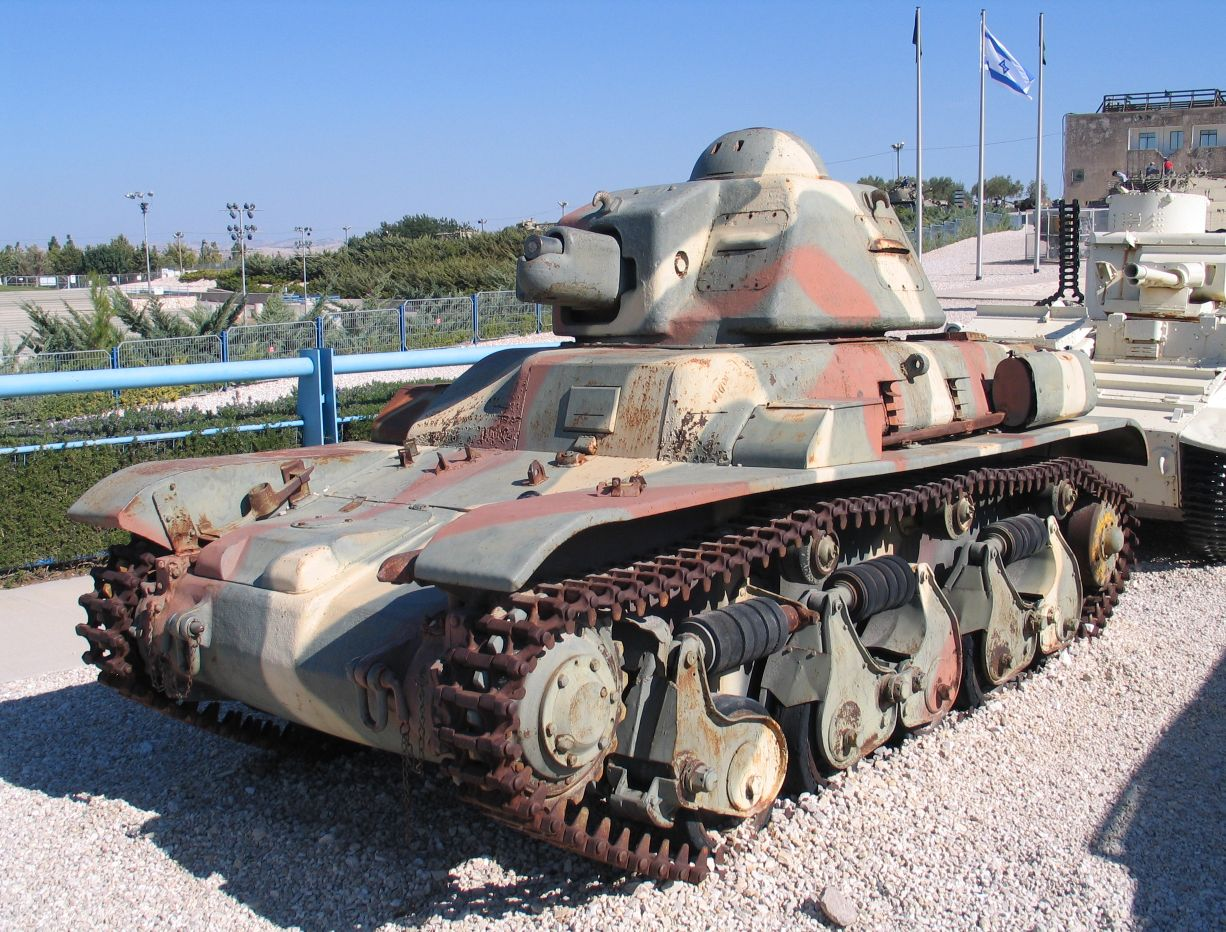
Renault R35, door Israël op Syrië buitgemaakt in 1948 waarbij het motordek door een geworpen explosief opengereten werd. Hij werd opgeknapt door het Franse Musée des Blindés te Saumur in ruil voor een Israëlische Merkava, zodat hij nu gerestaureerd te zien is in Latrun

In afmetingen — 4,02 meter lang, 1,87 breed en 2,13 hoog — komt de R 35 sterk overeen met de AMC 35, waarmee hij een gelijksoortig onderstel deelt: vijf loopwielen per zijde, het voorste en de achterste vier per paar geveerd door horizontale springveren in rubber gegoten. Ook de indeling van de romp is overeenkomend: de chauffeur zit links en de Renault V-4 motor bevindt zich rechtsachter hem. Deze motor, met 5,881 liter cilinderinhoud, levert 85 pk en geeft een maximumsnelheid van een kleine twintig km/u. De benzinevoorraad van 166 liter is goed voor een rijbereik van 130 kilometer. De tank wordt bestuurd via een Cletrac differentieel. Er zijn vier versnellingen vooruit, één achteruit. Het waadvermogen is 80 centimeter evenals het klimvermogen; de klimhoek is 75% en het overschrijdingvermogen 180 centimeter.
Terwijl de AMC 35 echter nog is voorzien van geklonken pantserplaten beschikt de R 35, net als zijn concurrent de H 35, over een veel moderner pantser: de romp, 1,37 meter hoog, bestaat uit drie gegoten delen: neus, boven- en onderkant, met bouten bevestigd. Deze methode biedt twee voordelen: zij is veel goedkoper zodat de romp voor een goede 190.000 frank geproduceerd kan worden en zij biedt de mogelijkheid het pantser, met een maximale dikte van 43 millimeter op voorkant van de romp en veertig op de verticale delen, zo veel mogelijk af te schuinen zodat het afkaatsingseffect een 30% hogere bescherming oplevert voor hetzelfde gewicht. De neusmodule heeft een dikte van 32 mm; dak en bodem een dikte van 14 mm. De tank wordt geacht immuun te zijn voor alle standaard antitankwapens van die tijd. In feite blijkt tijdens schietproeven in 1937 dat een derde van de granaten van 25 mm kaliber en de helft van de granaten van 37 mm het pantser doorslaat — en op zwakke punten dringen zelfs 7,92 mm machinegeweerkogels door. Dit komt doordat het gegoten staal te zacht is en eigenlijk geen pantserstaal mag heten. Geschrokken door het slechte resultaat verhoogt men bij latere exemplaren de hardheid met als negatief effect dat het staal nu weer te bros wordt.
Eveneens gegoten en afgeschuind is de ruwweg zeshoekige APX-R toren, die apart door Puteaux standaard voor de lichte tanks geproduceerd wordt. De toren heeft een bepantsering van 40 mm rondom en 12 mm op het dak. Hij is uitgerust met de typische bewapening: een kort (Lang 21) 37 mm SA 18 kanon en een 7.5 mm mitrailleuse met 2400 patronen. De mitrailleuse kan coaxiaal gekoppeld worden maar ook apart vijf graden heen en weer bewegen. Het kanon wordt eerst gewoon verwijderd uit oude FT 17's die zelf dan weer omgebouwd worden tot allerlei hulpvoertuigen. Het doorslagvermogen van het wapen is erbarmelijk: maximaal 23 mm pantserstaal (dus op 0 meter afstand), vallend tot 12 mm op 500 meter, met de Obus de rupture Modèle 1921, een 500-grams pantserbrisantgranaat met 5 gram springstof en een aanvangssnelheid van 388 m/s, waarvan er 42 meegenomen worden naast 58 brisantgranaten. De commandant, het enig andere bemanningslid, die dus in zijn eentje ook nog de taken van schutter en lader moet vervullen, heeft een 30 mm dik uitkijkkoepeltje op het dak van de tank dat niet kan openklappen; om een onbelemmerd uitzicht te hebben moet hij op het grote achterluik gaan zitten. Tussen snelle waarneming en vuren ligt dus altijd een gevaarlijk groot interval. De toren moet met de hand rondgedraaid worden, maar het tandrad kan ook worden losgekoppeld zodat de commandant hem met zijn lichaamsgewicht sneller kan omgooien. Met uitzondering van het tweede bataljon van het 507e Régiment de Chars de Combat van Charles de Gaulle hebben de tanks geen radio.
Het materieel lijkt erg klein en krap, slechts 10,6 ton zwaar. Daarbij moet echter worden bedacht dat de gemiddelde Franse rekruut van die tijd ruim twintig centimeter korter was dan de huidige Nederlandse rekruten van boven de grote rivieren.

## Productie

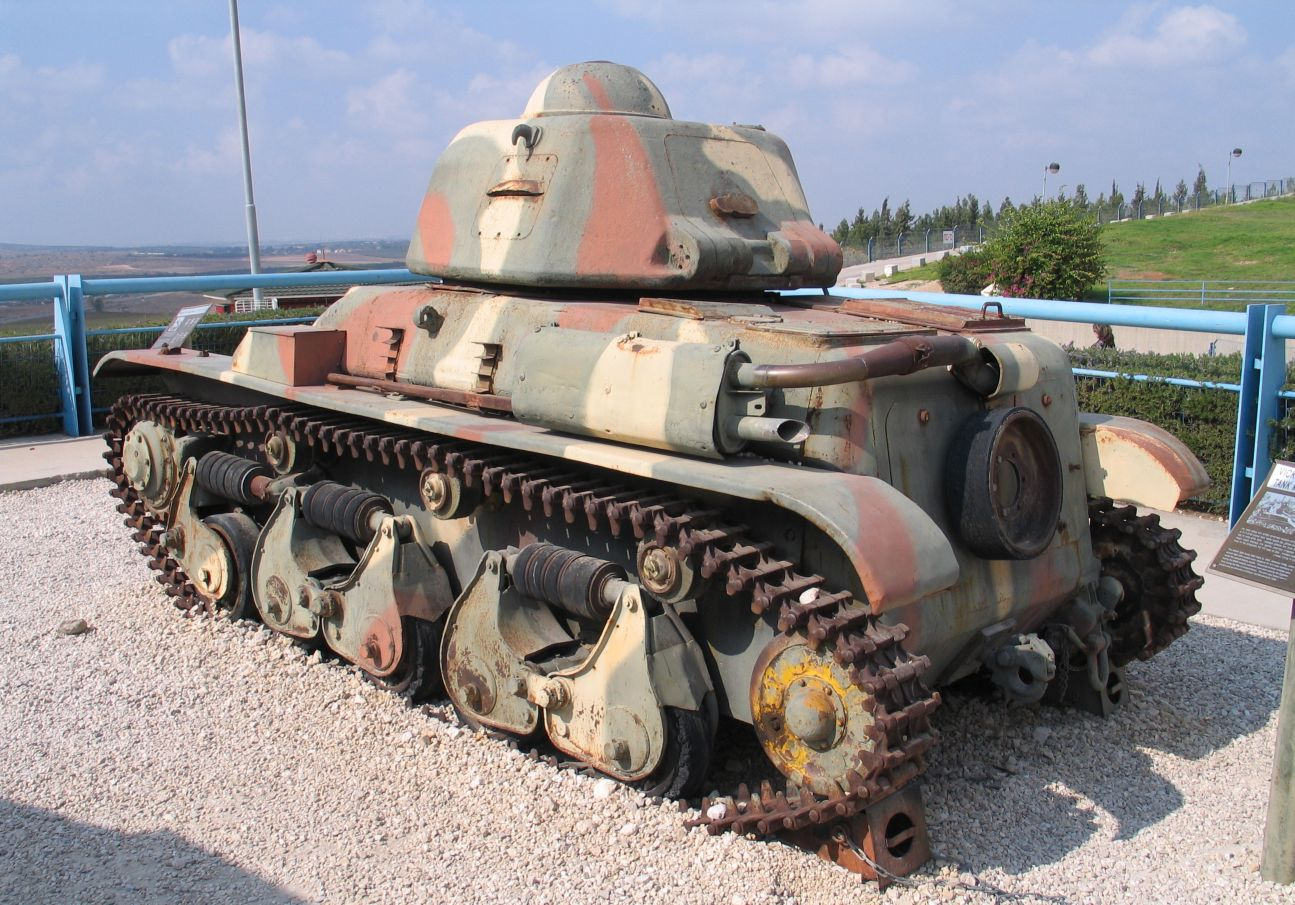
De achterzijde van hetzelfde voertuig.

Op 4 juni 1936 werd het eerste serie-exemplaar afgeleverd met serienummer 50.001 — en wel bij de materieelcommissie want die had de uiteindelijke productieversie door de overhaaste besluitvorming nooit goed onderzocht. De gevraagde veranderingen bleken doorgevoerd en de maximumsnelheid lag nu op 19,471 km/u. Bij de nieuwe testen werd echter duidelijk dat de bodemdruk door de vrij smalle rupsbanden van 27 cm breedte te hoog was. De resulterende hoge slijtage bleef in de komende jaren onderwerp van voortdurende zorg, wat leidde tot een groot aantal projecten om de ophanging te verbeteren zodat een opgevoerde motor de snelheid zou kunnen doen toenemen tot 31 km/u zonder de slijtage helemaal onaanvaardbaar hoog te doen worden.
In 1936 werden er 380 R 35's geproduceerd — althans rompen van de R 35: er waren op 1 januari 1937 nog maar 37 torens afgeleverd en 24 daarvan, verdeeld over de eerste vier bataljons die met het nieuwe wapens zouden worden heruitgerust, hadden hun speciaal voor fortificaties ontworpen Châtellerault mitrailleuse nog niet ontvangen, en ook geen enkele diascoop. Al in de herfst van 1936 besloot men de productie voorlopig maar stil te leggen. Een spoedbezoek van Renault aan minister van oorlog Édouard Daladier bracht daar verandering in: men zou de bouw slechts verminderen naar 200 stuks per jaar. Om de aflevering te versnellen werd er eerst toe overgegaan een aangepaste toren te gebruiken met de standaard Châtellerault MAC31 "Reibel" mitrailleuse die uit voorraad geleverd kon worden. In de toekomst hoopte men de sneller te produceren gelaste FCM toren in te voeren, die ook op de FCM 36 gebruikt werd.
Op 2 december 1936 werd de militaire tak van Renault genationaliseerd en hernoemd tot Atelier de Construction d'Issy-les-Moulineaux ofwel AMX. Dit betekende echter geenszins dat Renault zich niet meer met militaire zaken bezighield of met de gang van zaken binnen zijn oude bedrijf. Integendeel: alle projecten worden nu dubbelop benaderd (en betaald) door parallelle onderzoekstrajecten bij AMX en het ontwerpbureau van het "civiele" Renault. In de herfst van 1937 kwam het laatste met een nieuwe rupsband en transmissie, die echter beide afgewezen worden. Tegelijkertijd presenteert AMX het plan om alle gladde wielen van een rubber band te voorzien hetgeen inderdaad wordt ingevoerd. De slijtage nam iets af en de snelheid toe. Ook de productie wordt gedeeld: Renault levert de onderdelen en AMX verzorgt de eindmontage.
Bij het uitbreken van de Tweede Wereldoorlog waren er 1070 R 35's geproduceerd uit een bestelling van 1800; daarvan 975 voor Frankrijk zelf. Het type was daarmee de meest gebouwde Franse tank van zijn tijd. Vanwege de oorlogsbehoefte werd besloten de productie voor 1939 op een niveau te brengen van veertig à vijftig per maand om haar dan in 1940 geleidelijk op te voeren van zestig in januari naar 120 in juni — hoger dan de hele Duitse tankproductie — welke inspanning volgehouden moest worden zolang de oorlog mocht duren. Het officieel bestelde aantal groeide tot 2300. Hoe hoog de werkelijke productie was, kunnen we tegenwoordig niet meer precies achterhalen. Indertijd werden wel cijfers overgelegd aan de overheid, maar die bleken achteraf erg onbetrouwbaar. Wel zijn de leveringen aan het leger exact genoteerd: zeventig in september, dertig in oktober, vijftig in november en december, dertig in januari en februari, vijftig in maart en vijftien in april. Deze aantallen liggen veel lager dan de productieplannen maar dat komt ten dele doordat het leger alleen die tanks afnam waarmee het onmiddellijk eenheden kon uitrusten. De training van bemanningen liep achter bij de productie. Dat leidde tot een forse materieelreserve die bij de Duitse inval plots vrijgegeven werd: in mei leverde men 206 R 35's af. Dit brengt het totaal op 1601. In 1947 claimde men tijdens hoorzittingen over de oorzaken van het falen van het Franse tankwapen dat er in totaal 1685 voertuigen geproduceerd zijn. Indien dit klopt, moeten er in juni dus nog 84 zijn gebouwd of alsnog uit voorraad geleverd. De bekende serienummers lopen tot 51.670.
Van dat totaal zijn er 245 geëxporteerd: vijftig aan Polen in juli 1939 (uit een totale order van honderd), 41 aan Roemenië in augustus en september 1940 (oorspronkelijke order van veertig), honderd aan Turkije (twee partijen van vijftig in februari en maart 1940) en 54 aan Joegoslavië (oorspronkelijke order van vijftig). Het is mogelijk dat de levering aan Joegoslavië in april niet verwerkt is in het totaal van 1601 en dat het aantal van juni dan dertig bedraagt. Het totaal bestaat echter voor een deel uit een afgeleid type waarin de R 35 geleidelijk transformeerde.

## De Renault R40
In 1938 werden de pogingen het ophangingsprobleem te overwinnen met verdubbelde krachten voortgezet. Van 29 mei tot 26 december werden er klimstaarten, nieuwe motoren van 100 en 103 pk en loopwerken beproefd. Renault presenteerde op 4 april aan de materieelcommissie een naar achteren verlengd loopwerk met een extra loopwiel en springveer; op 12 september een loopwerk met tien (verdubbelde) loopwieltjes. Beide werden uiteindelijk afgewezen. Een loopwerk van AMX met twaalf loopwielen en zes verticale springveren werd uiteindelijk goedgekeurd en na het 1540e exemplaar aangebracht. Samen met een bredere rupsband met langere schakels, een AMX-klimstaart, een vernieuwde APX R1 toren met langer Lang 35 (maal kaliber) 37 mm SA 38 kanon met een doorslagvermogen van 40 mm op 500 meter en de ER 54 radio met twee kilometer bereik kwam zo rond maart 1940 een geheel vernieuwde tank in productie die men officieel de Char léger modèle 1935 R modifié 1939 maar in de praktijk al snel de Renault R40 heette. Deze had echter nog steeds geen sterkere motor. In de zomer had de lichtere en sterkere gelaste FCM-toren van de FCM 36 ingevoerd moeten worden, een plan dat erg vertraagd was doordat de massaproductie van het gegoten type uiteindelijk toch goed op gang kwam. Er waren plannen om vanaf de herfst ook de voertuigen van het R 35-type met het nieuwe kanon om te bouwen. Na de oorlog was er sprake van een zogenaamde "Renault 39": een tank die al wél het langere kanon, maar nog niet de nieuwe ophanging gehad zou hebben. Voor het bestaan hiervan zijn nooit bewijzen gevonden: op die van een experimenteel exemplaar na zijn alle bewaard gebleven foto's van latere conversies. De opgegeven feitelijke sterkte aan R 40's in mei en juni 1940, een aantal van 141, lijkt heel mooi te kloppen met een totaalproductie van 1685, maar daarbij moet bedacht worden dat de sterkte van de Poolse eenheden slechts bij benadering bekend is.

## Operationele Geschiedenis

### Tactische functie van de R 35

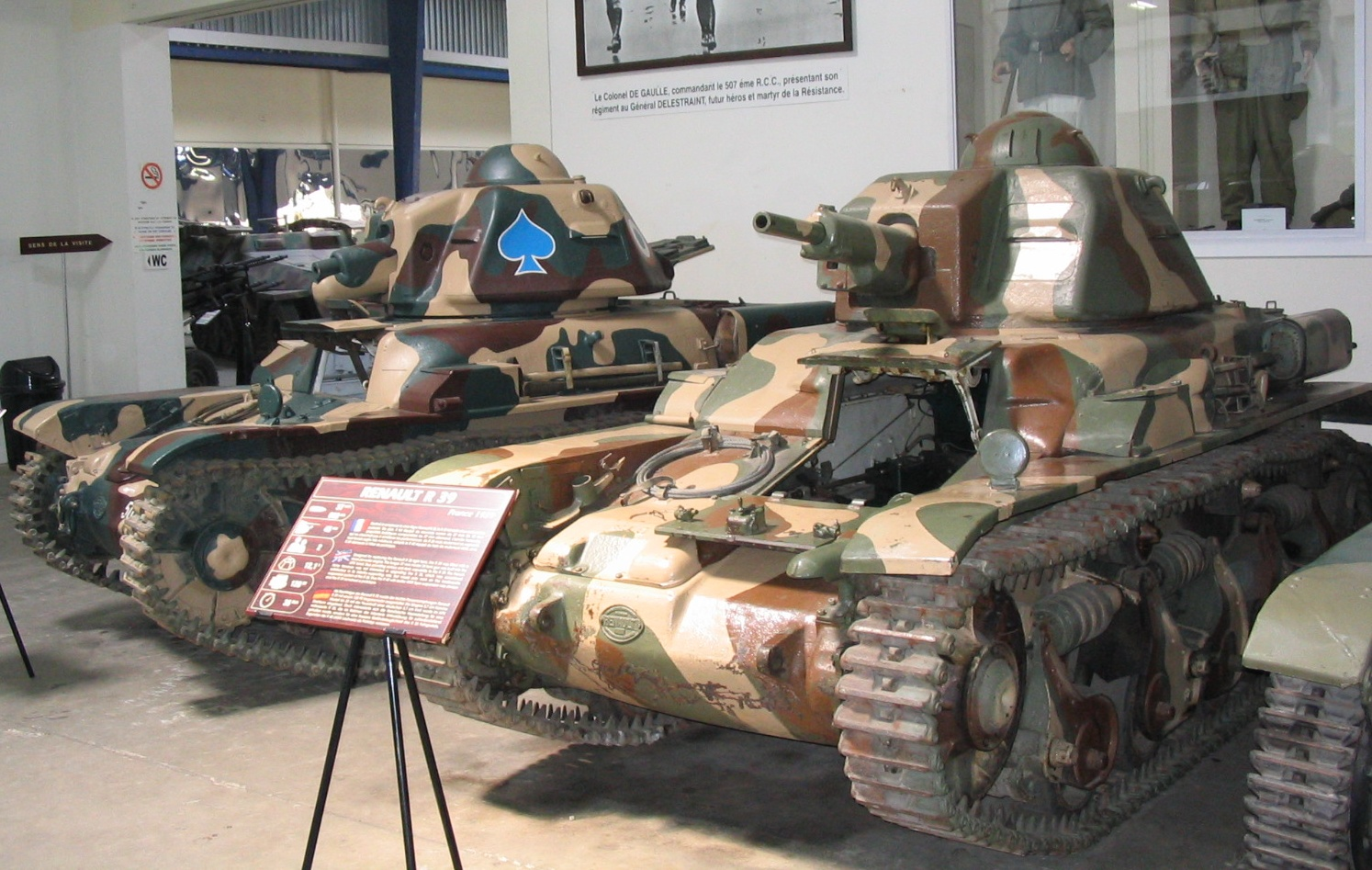
Twee R 35's in het Musée des Blindés te Saumur. Het langere kanon van de rechtse tank is een conversie van na de oorlog

Het Franse leger had drie grote lessen getrokken uit de Eerste Wereldoorlog. Op de eerste plaats ging men er nu van uit dat massale infanterieaanvallen in de oude stijl een zinloze verspilling van soldatenlevens waren. Dat wist men toen ook al wel, maar de tijd had ontbroken om de infanterie goed te trainen. Dat mocht niet meer gebeuren: men zou voortaan moderne infiltratietactieken toepassen, waarbij flexibele zelfstandig optredende concentraties infanteristen door zwakke punten van de verdediging heen zouden breken om de vijandelijke artillerie en commandoposten te overrompelen. Men wist dat de Duitsers precies dezelfde tactieken zouden gebruiken; maar terwijl de meeste Duitse tactici volledig op de slagkracht van hun infanterie vertrouwden, hadden de Fransen nog een tweede les getrokken: geslaagde aanvallen zijn alleen mogelijk door samen te werken met tanks. Een Franse minister had het in 1918 zo uitgedrukt: "Er zijn twee soorten soldaten: zij die zónder tanks gevochten hebben en zij die samen mét tanks gevochten hebben. En zij die mét tanks gevochten hebben, zullen nooit meer zonder tanks vechten". In 1918 was het Franse leger verslaafd geraakt aan rupsvoertuigen met als gevolg een sterke klemtoon op de mechanisering. Geen enkel ander leger heeft ooit serieus overwogen een skelterluchtafweertank in te voeren voor het begeleiden van infanteriecolonnes.
Dat alles stond in fel contrast met het Duitse leger. Tijdens de Eerste Wereldoorlog had dat niet de capaciteit gehad veel tanks te produceren en de propaganda maakte het nieuwe wapen systematisch belachelijk. Het Verdrag van Versailles verbood het bezit van tanks en slechts enkelen hadden door de geheime samenwerking met Zweden en de Sovjet-Unie ervaring met pantservoertuigen kunnen opdoen. In Duitsland werd dan ook het meeste geld geïnvesteerd in de motorisering, de methode bij uitstek om de infanterie beweeglijker te maken. Die beweeglijkheid vonden de Fransen niet zo belangrijk. Hun bevolking was niet alleen kleiner dan de Duitse maar ook veel meer vergrijsd door een laag geboortecijfer; de verliezen van de Slag om Verdun konden nooit meer worden goedgemaakt. Er was een structureel en groeiend tekort aan mankracht. Daarom was het een dwingende eis dat tijdens een offensief de noodzakelijkerwijs toch al ongunstige verliesratio (de aanvaller lijdt zwaardere verliezen dan de verdediger) zo laag mogelijk werd gehouden. Dat kon alleen door toepassing van de derde les: zonder het Franse volk te laten leegbloeden zou men alleen overwinnen door de Bataille méthodique of Bataille conduite, waarbij niet alleen in de doorbraakfase een zo groot mogelijk numeriek overwicht wordt nagestreefd maar ook tijdens de uitbuiting van de doorbraak de oprukkende eenheden strak in de hand worden gehouden zodat iedere weerstand met een overmacht kan worden verpletterd. Gewaagde en speelse diepe strategische penetraties waren daarbij uit den boze — en daarbij besefte men ook terdege dat het Franse officierenkorps nu eenmaal niet professioneel genoeg was om zulk een riskante Blitzkrieg tot een goed einde te brengen. Het tempo van operaties zou daardoor vrij laag zijn en een handjevol vrachtwagens per divisie voldoende. Wel moest de infanterie kunnen beschikken over een groot aantal, desnoods wat tragere, lichte infanterietanks: in casu de FCM 36, de Hotchkiss H35 en vooral de R 35.
Gezien de tactische functie van de R 35 zou het het beste geweest zijn om iedere infanteriedivisie haar eigen organieke tankbataljon te geven. In veel verslagen over de oorlog wordt beweerd dat dit ook inderdaad het geval was (de Engelstalige literatuur spreekt over een verdeling in penny-packets) en al in 1940 schreef de Franse Inspecteur-generaal der Tanks Keller: "Zowel wij als de Duitsers hadden drieduizend tanks; zij wonnen omdat ze met driemaal duizend tanks vochten; wij verloren omdat we dat met duizendmaal drie tanks deden". Men zou haast denken dat ieder infanteriepeloton zijn eigen tank had — en vergeten dat bijna de helft van de Franse tanks in pantserdivisies geconcentreerd was. In feite werden de zogenaamde "onafhankelijke" tankbataljons niet toebedeeld aan divisie of zelfs korps maar ze vormden een reserve op legerniveau, samengevoegd per twee of drie in Groupements de Bataillons de Chars. Deze groupements waren pure tankeenheden, niet beschikkend over organieke infanterie of artillerie. Ze waren dus ongeschikt als mobiele reserve om doorgebroken vijandelijke pantsereenheden te vernietigen — voor welke functie de R 35 hoe dan ook te traag en zwakbewapend was. Het ontbreken van een radio maakte het ook bijna onmogelijk om een gecoördineerd beweeglijk ontmoetingsgevecht te voeren. Ze waren wel geschikt voor het uitvoeren van een ogenblikkelijke tegenstoot na een doorbraak. Hun hoofdfunctie was echter offensief: toegevoegd aan een infanteriedivisie konden ze die, gegeven voldoende vuursteun van de artillerie, zonder al te zware verliezen een versterkte stelling laten doorbreken. Daarvoor zouden ze zich concentreren op een zwakke plek, weerstandsnesten van antitankkanonnen en machinegeweren vernietigen, de doorbraak verbreden en dan de infanterie verder begeleiden bij het oprollen van de verdediging. Vandaar de naam Char d'Accompagnement. Men trekt daaruit meestal de conclusie dat het Franse tankdoctrine zich nog niet had losgemaakt van het concept van de infanterieondersteuning. Op het laagste tactische niveau is die gedachte zeer problematisch: het gevaar bestaat dat men vergeet dat die infanterie niet meer de tactiek van de massale aanval toepaste. Franse tanks werkten in het directe gevecht niet anders met de infanterie samen dan Duitse tanks, die tegenwoordig meestal geprezen worden om hun moderne "verbonden wapenen"-tactiek. Op het operationele niveau is het echter zeker waar dat de groupements zich moesten richten naar het tempo van de nauwelijks gemotoriseerde infanteriedivisies.
Terwijl de R 35 dus een typische infanterieondersteuningstank was, gespecialiseerd voor de doorbraakfase van een offensief, werd er in de praktijk weinig met de infanterie geoefend. Het geld ontbrak simpelweg. Hoewel de infanterie volledig afhankelijk van tanks was geworden zowel in doctrine als in ethos, zou het toen het ernst werd nog zeer moeilijk blijken met de tanks samen te werken, ook omdat de commandanten van de tankeenheden om hun eigenzinnige en stoutmoedige karakter waren uitgekozen. De samenwerking verbeteren door iedere divisie haar eigen organieke bataljon te geven had echter een aantal van 5000 lichte tanks gevergd. Weliswaar kwam men in juni 1940 al een eind in die richting — er waren er toen 2900 geproduceerd — maar de training liep te veel achter om al die tanks ook echt te bemannen en een deel was nodig voor het aanvullen van de zwaardere typen in de pantserdivisies.
Tegenwoordig is het gebruikelijk het Franse opperbevel het verwijt te maken dat men niet álle tanks in pantserdivisies had samengebracht, en men stelt daar de vermeende Duitse doctrine tegenover. Zo'n bewuste doctrine bestond echter eenvoudigweg niet. Net zoals de Fransen hun groupements hadden, zo had de Duitse Infanterie van 1935 tot 1938 alle Panzerkampfwagen I's die overcompleet werden bij de drie Panzerdivisionen door de invoering van de Panzerkampfwagen II ondergebracht in onafhankelijke pantserbrigades voor de infanterieondersteuning. Toen men echter door de plotse oorlogsdreiging — voor het leger een totale verrassing — het aantal pantserdivisies opeens wilde laten uitbreiden, kon men niet snel genoeg bemanningen trainen en werden daarom de pantserbrigades maar ontbonden; de taak van de gemechaniseerde infanterieondersteuning werd overgedaan aan de Artillerie die ervoor het Sturmgeschütz III liet bouwen. Voor het formeren van veel pantserdivisies hadden de Fransen, net als de Duitsers, rond 1935 geen geld; anders dan de Duitsers gaven ze in die tijd weinig uit aan fortificaties (de Maginotlinie was al grotendeels klaar, terwijl de Westwall en Ostwall samen het dubbele kostten van de hele tankaanschaf) en konden zich net een echte infanterietank veroorloven in plaats van een afdankertje zoals de PzKpfw I. Maar die tank was heel goedkoop: een zware Char B1 bis kostte het zevenvoudige van een R 35 in aanschaf, het twintigvoudige in inzet. Afzien van de R 35 zou net een halve pantserdivisie hebben opgeleverd. In 1940 echter was men van plan de vorming van pantserdivisies alle prioriteit te geven en zou men bijna alle beschikbare industriële restcapaciteit in Frankrijk, Portugal en Engeland aanwenden voor de massaproductie van de snellere "H 39"; de Duitse aanval verhinderde echter de uitvoering ervan.

### September 1939
Op 21 augustus 1939 werd besloten bij oorlogsdreiging de oude organisatie met Régiments de Chars de Combat, ieder met twee brigades van twee bataljons, om te zetten in Groupements de Bataillons de Chars. Onmiddellijk na het bekend worden van het Molotov-Ribbentroppact op 23 augustus treedt het plan in werking en haasten de tankeenheden zich naar de grens. Op dat moment waren zeventien bataljons met de R 35 uitgerust. Zes daarvan, 9, 10, 20, 22, 23 en 24 Batallion de Chars de Combat, deden mee aan het Saaroffensief dat de Fransen aan de Polen hadden toegezegd om hun bondgenoten te ontlasten. Pas op 9 september ging de aanval op de "Siegfriedlinie" van start. De zwakke Duitse infanterie-eenheden, zelf niet over enige tanks beschikkend, trokken zich langzaam terug zodat de meeste weerstand ondervonden werd van ravijnen, versperringen, mijnenvelden en artilleriebarrages. Op 14 september is men vijftien kilometer gevorderd, maar dan heeft Polen de campagne al duidelijk verloren en is het uitbuiten van een doorbraak overbodig geworden. Op 23 september worden alle tankeenheden teruggeroepen. Afgezien van wat schade door mijnexplosies en slachtoffers die buiten hun tank geraakt werden, was slechts één bemanningslid omgekomen toen zijn R 35 een voltreffer van een zwaar kaliber granaat op de neus kreeg. Onder de indruk van de vele antitankgrachten die ze tegengekomen zijn, deden de meeste eenheden proeven met allerlei mechanieken om takkenbundels (fascines) op de tank mee te dragen, die dan in een gracht geworpen konden worden. Het zou echter niet meer tot een volgend Frans offensief tegen Duitsland komen.
In Polen was tijdens Fall Weiss het 21e Batalion Czolgów Lekkich (Bataljon Lichte Tanks) met 45 R 35's uitgerust. Het is gestationeerd in het zuiden van het land en trekt, zonder in gevechtscontact te zijn geweest, zich samen met veel andere eenheden terug over de Roemeens grens. De troepen worden geïnterneerd maar ontsnappen naar Frankrijk om de oorlog voort te zetten; de 34 R 35's die de grens gehaald hadden, werden grotendeels overgenomen door het Roemeense leger, die ze samen met de oorspronkelijke zou gebruiken in Operatie Barbarossa en het dertigtal nog resterende tanks in 1943 zou ombouwen met een Russisch 45 mm Lang 45 kanon waarbij de mitrailleuse werd verwijderd; drie voertuigen vonden echter in 1939 hun weg naar Hongarije.
Vijf R 35's en drie H 35's die aanwezig waren in het trainingscentrum van de Poolse Cavalerie, vormden een ad-hoceenheid die bij Dubno een Duits bruggenhoofd vernietigde maar zelf ten onder gaat als het zich later langs eenheden van het Rode Leger probeert terug te trekken.

### Mei 1940
Het had in de bedoeling gelegen in 1940 door alle FT 17's uit te faseren en tien nieuwe autonome tankbataljons op te richten het aantal bataljons met Renaultvoertuigen op veertig te brengen; op 10 mei 1940, bij het begin van Fall Gelb, waren er daarvan 21 bataljons met R 35's voorhanden. Ieder bataljon had een organieke sterkte van drie compagnies van dertien tanks; daarnaast was er een aanvullingscompagnie van zes tanks waaruit de bataljonscommandant zijn voertuig koos; elk bataljon had daarbij vier tanks voor de rijopleiding. Men kan de sterkte dus zowel correct aangeven met 39, 40, 45 als 49 tanks; meestal gebruikt men het aantal van 45 daar de vier opleidingstanks wegens hun hoge slijtage niet mee gingen op campagne. In de bovenstaande tabel hebben de FT 17 bataljons een sterkte van 63.
De precieze verdeling van de tanks voor 10 mei is onbekend, de laatste cijfers dateren van 1 april. Op dat moment waren er twintig bataljons die over 893 voertuigen beschikten, waarvan dertien in reparatie bij legerwerkplaatsen; men was dus zeven stuks onder sterkte. In opslag en bij rijscholen waren 98 R 35's beschikbaar, zes waren er al aan nog op te richten eenheden geleverd, zes waren in reparatie bij de fabriek en ten slotte waren zestig tanks aanwezig in de fabrieksreserve of bezig voor levering geaccepteerd te worden door het leger. Het totale aantal R 35's in Frankrijk zelf was op 1 april dus 1063.
De indeling van de Groupements over de verschillende legers was op 10 mei van noord naar zuid als volgt:
- VIIe Armée
  - GBC 510
    - 9eBCC (R 35)
    - 22BCC (R 35)
- Ie Armée
  - GBC 515
    - 13BCC (H 35)
    - 35BCC (R 35)

  - GBC 519
    - 38BCC (H 35)
    - 39BCC (R 35)
- IXe Armée
  - GBC 518
    - 6eBCC (R 35)
    - 32BCC (R 35)
    - 33BCC (FT 17)
- IIe Armée
  - GBC 503
    - 3eBCC (R 35)
    - 4eBCC (FCM 36)
    - 7eBCC (FCM 36)
- IIIe Armée
  - GBC 511
    - 5eBCC (R 35)
    - 12BCC (R 35)

  - GBC 513
    - 29BCC (FT 17)
    - 51BCC (Char 2C)

  - GBC 520
    - 23BCC (R 35)
    - 30BCC (FT 17)

  - GBC 532
    - 43BCC (R 35)
- IVe Armée
  - GBC 502
    - 20BCC (R 35)
    - 24BCC (R 35)

  - GBC 504
    - 10BCC (R 35)

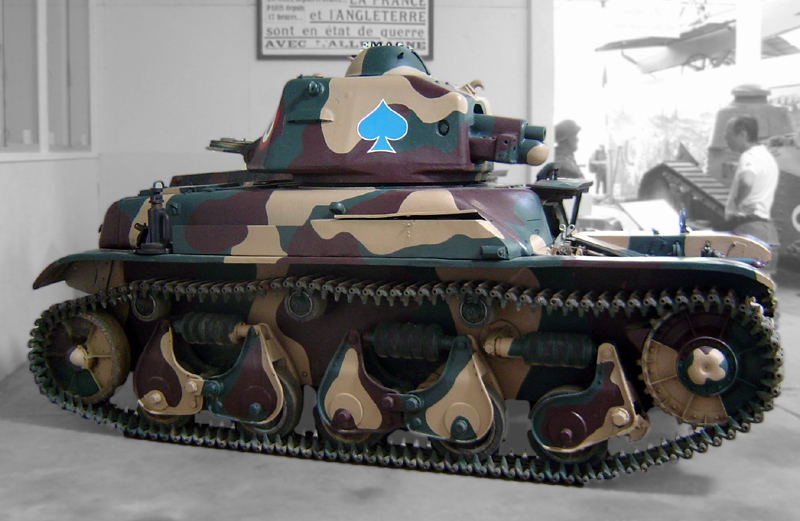
Een R 35 te Saumur

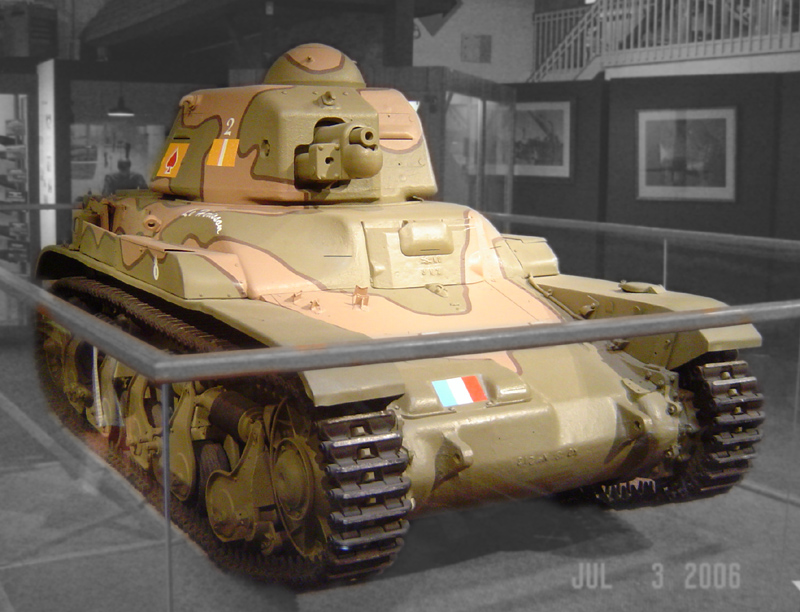
De R 35 te Aberdeen, Maryland

    - 343 Compagnie Autonome de Chars (FT 17) - ex 11BCC
    - 344 CAC (FT 17) - ex 11BCC
- Ve Armée
  - GBC 501
    - 1rBCC (R 35)
    - 2eBCC (R 35)
    - 31BCC (FT 17)

  - GBC 508
    - 21BCC (R 35)
    - 34BCC (R 35)

  - GBC 517
    - 19BCC (Char D2)
- VIIIe Armée
  - GBC 506
    - 16BCC (R 35)
    - 36BCC (FT 17)
    - 17BCC (R 35)
    - 18BCC (FT 17)
- Armée des Alpes
  - GBC 514
    - Bataillon de Chars des Troupes Coloniales (FT 17)

Lang niet alle bataljons kwamen meteen met het Duitse leger in gevechtscontact. Het 35e en 39e BCC vechten aan de flanken van de Slag om Gembloers (1940) op 14 mei.
Op 15 mei werden het 2e en 24e, alsmede het nieuwe 44e BCC toegevoegd aan de provisorische 4e Division Cuirassée de Réserve onder kolonel de Gaulle. Op 17 en 19 mei voert deze eenheid tegenaanvallen uit bij Montcornet et Laon. Die halen zonder verdere ondersteuning weinig uit en zeven respectievelijk veertien R 35's gaan verloren. Vanaf 28 mei probeert men het Duitse bruggenhoofd bij Abbeville te reduceren; de Duitse infanterie slaat op de vlucht, maar tijdens barrages doen voltreffers van 105 mm brisantgranaten het brosse pantser van de R 35's uiteenspatten.
Tijdens de vijandelijkheden tussen 15 en 20 mei gaat de 1e DCR geheel en de 2e DCR gedeeltelijk verloren. De eerste divisie wordt heropgericht met 1, 6, 25, 34, en (een deel van) 39 BCC; 2DCR krijgt het nog niet afgetrainde 40e en 48e BCC, beide met één compagnie R 35 en twee compagnies R 40 (respectievelijk van dertig R 40's en vijftien R 35's en 29 R 40's en 16 R 35's). Het 10e BCC wordt toegevoegd aan de 3e DCR. Zo komen van de 23 bataljons R 35's er toch nog elf in pantserdivisies terecht. Het 25e BCC wordt heropgericht met 24 R 40's. De cohesie van deze eenheden is gering en het effect van hun tegenaanvallen tijdens Fall Rot al evenzeer.
De uit Roemenië gevluchte troepen hadden een Poolse brigade "Maczek" opgericht met het 1e en 2e Tankbataljon; eerst trainend met de FT 17 krijgen die in juni officieel 45 respectievelijk 15 R 40's toegewezen — in feite schijnen de Poolse eenheden uitgerust te zijn met 17 R 35's en 58 R 40's; ze vechten tegen de Duitsers en weten zich na de wapenstilstand succesvol terug te trekken in de Vrije Zone, waarna ze via Spanje naar Engeland vluchten om daar voor de derde keer tankeenheden te vormen.
In Noord-Afrika waren 26 en in Syrië bij het 63e en 68e BCC 95 Renaults aanwezig; de eerste verzetten zich nog een paar dagen tegen de Amerikaanse landing bij Tanger in november 1942 en werden daarbij ten dele door luchtaanvallen uitgeschakeld, waarna hun bemanningen, de geallieerde kant kiezend, uitgerust werden met de M4 Sherman zodat de R 35 niet meer in dat gebied tot inzet kwam. De Syrische bataljons vochten nog tegen de Engelse invasie in 1941 en kozen toen de kant van de Vrije Fransen waar ze eerst nog een broederstrijd mee voerden.

### Nieuwe Meesters

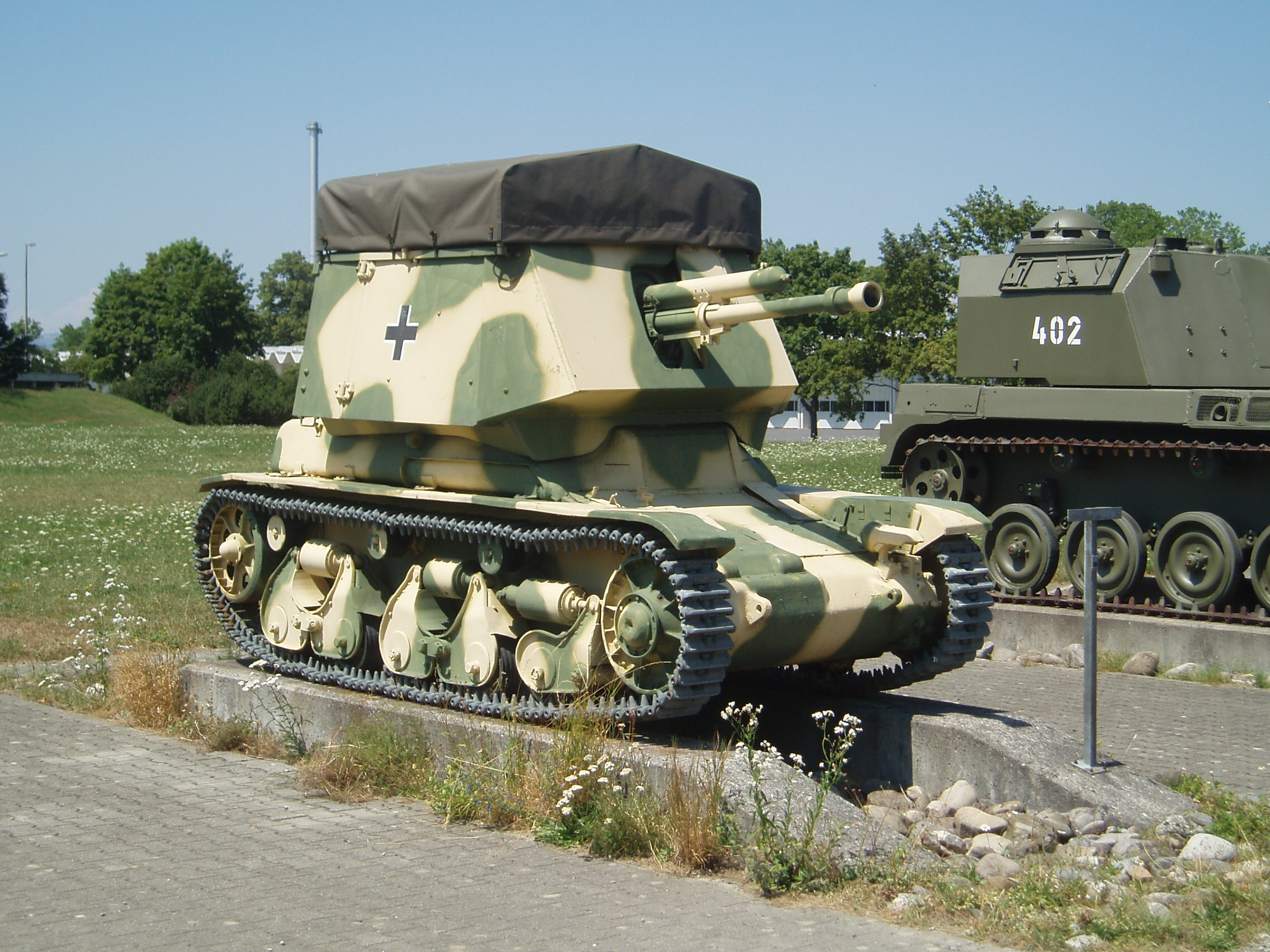
4,7 PaK (t) auf Panzerkampfwagen 35R (f) in het Pantsermuseum Thun

Duitsland maakte 843 R 35's buit. Voor een deel werden deze afgeschoven aan Bulgarije (een veertigtal) en Italië (124) welk laatste land er twee bataljons mee vormde, waarvan er een nog in 1943 op Sicilië tegen de geallieerden vocht. Van de overige tanks werden er 131 als Panzerkampfwagen 35R 731 (f) gebruikt, zij het voorzien van een commandoluik, voornamelijk bij de bezettingstroepen zoals zes pelotons op de Kanaaleilanden. In 1943 werd er in Frankrijk voor een poosje de 100e Pantserbrigade van de in Tunesië vernietigde 21e Pantserdivisie mee heropgericht, waarvan het materieel werd overgedaan aan de 91e Infanteriedivisie. Veel andere voertuigen werden omgebouwd: 174 stuks van mei tot oktober 1941 in een tankjager die de Panzerjäger I moest opvolgen, de 4,7 cm PaK(t) auf Panzerkampfwagen 35R(f) ohne Turm met een Tsjechisch 47 mm antitankkanon in een open kazematopbouw van 32 mm pantserplaten. Toen de voertuigen vrijgegeven werden, was het kanon al verouderd en men wees ze, samen met 26 reguliere R 35's dienend als commandovoertuigen, toe aan bezettingstroepen. Begin 1944 stonden er nog 110 op de inventaris, voornamelijk in Frankrijk en de Kanaaleilanden. Op dat moment was men al bezig met de ombouw van alle resterende voertuigen tot Artillerieschlepper of Munitionsschlepper voor het oostfront, waar men dringend rupsvoertuigen nodig had om de artillerie mobiel te houden en te bevoorraden. Daarnaast vermelden sommige bronnen een 10.5 cm leFH18(Sf) auf 35R(f), een stuk gemechaniseerde artillerie en een 8 cm sGrW34 auf PzKpfw 35R 731(f), een mortierdrager; het eerste voertuig is vermoedelijk slechts een mislukt experiment het te kleine chassis een houwitser te doen dragen.
Twaalf R 35's die samen met het Franse 45e Korps in juni 1940 over de Zwitserse grens waren gevlucht, werden na internering van hun bemanningen door het Zwitserse leger overgenomen als Lpz (Leichter Panzer) 35. Na de nederlaag van Joegoslavië in 1941 nam de nieuwe staat Kroatië een aantal R 35's over.
De laatste inzet van de R 35 vond plaats tijdens de Israëlische Onafhankelijkheidsoorlog, toen op 20 mei 1948 het Syrische leger bij het Meer van Tiberias Galilea probeerde binnen te dringen en tegengehouden werd door de Degania kibboetsim aldaar, waarbij de verdedigers, slechts beschikkend over een 20 mm antitankkanon en wat PIAT's, één tank uiteindelijk op de ouderwetse manier met een bundel explosieven uitschakelden, waarop de anderen zich terugtrokken.
Na de oorlog gebruikte het Franse leger en de gendarmerie voor een aantal jaren de nog aangetroffen R 35's, tot ze begin jaren vijftig vervangen konden worden door modernere tanks (AMX 13, M-47). Deze voertuigen werden alsnog omgebouwd met het langere SA 38 kanon zodat het plan uit 1940 toch nog tot uitvoering kwam. Ook vooroorlogse projecten voor mijnruimers werden voortgezet gezien de enorme mijnenvelden die in het land lagen.

## Heden
Tien R 35's zijn als gevechtstank bewaard gebleven. Drie bevinden zich in het Musée des Blindés te Saumur in Frankrijk, waaronder een Roemeens voertuig met een 45 mm kanon en een nog rijdende "R 39", die na de oorlog met het langere 37 mm kanon werd omgebouwd en gebruikt door de Gendarmerie. Verdere voertuigen bevinden zich in de collectie van The Tank Museum, het voormalige Bovington Tank Museum, te Engeland, het Muzeul Militar National van Boekarest in Roemenië, het Etimesgut Tank Müzesi, te Ankara in Turkije (dit voertuig is voorzien van een verlengde loop), een museum in Damascus in Syrië, het Jad la-Sjirjonmuseum te Latroen in Israël, het U.S. Army Ordnance Museum te Aberdeen in Maryland en het tankmuseum van Koebinka in Rusland. Als laatste staat er een R 35 als monument te Degania op de plaats waar hij in 1948 uitgeschakeld werd.